# ヴェディオール・キャリア
株式会社ヴェディオール・キャリア（英:Vedior Career Inc.）は、かつて東京都港区に本社を構えていた人材紹介事業・アウトプレースメント（再就職支援）事業などを行う人材サービス会社。人材サービス会社では世界第2位のランスタッド・ホールディングの一員であった（以前は、同4位のヴェディオールグループの在日法人）。

## 沿革
- 1999年、前身となる再就職支援事業事業者、フェアプレース・コンサルティング・ジャパン株式会社（後のランスタッド2代目日本法人）が設立される。
- 2005年、世界52カ国で人材派遣業を展開するVediorグループ（本社：オランダ）と、人材派遣会社としては業界最大手のスタッフサービスとの合弁会社として、（旧）株式会社ヴェディオール・キャリアが設立される。
- 2007年、フェアプレース・コンサルティング・ジャパン株式会社と経営統合し、社名を株式会社ヴェディオール・キャリアに一本化（フェアプレース・コンサルティング・ジャパンが旧ヴェディオール・キャリアを吸収合併し、株式会社ヴェディオール・キャリアに商号変更）。
- 2007年12月、主要株主であるスタッフサービスがリクルートに買収され、スタッフサービス創始者である岡野保次郎が新たに設立した株式会社OGIホールディングスが主要株主となる。
- 2008年、同業のランスタッド・ホールディング（本社：オランダ／2007年度実績で世界第3位）が、主要株主であるヴェディオールグループ（本社：オランダ／世界第4位）の全株式を取得する形で、両グループの合併が発表される。同グループはこの合併により、人材サービス企業では、アデコに続く世界第2位のグループ規模となった。
- 2009年5月、ランスタッド・ホールディングとヴェディオールグループの（オランダ本国における）経営統合が完了する。これに伴い、ランスタッド・ホールディングのグループ企業となる。
- 2009年9月、ランスタッドグループの国内企業であるランスタッド株式会社と経営統合。これに伴い、ヴェディオール・キャリアがランスタッド初代日本法人を吸収合併したため、ランスタッド初代日本法人は解散し、ヴェディオール・キャリアが2代目ランスタッド日本法人（ランスタッド株式会社）となった。
- 2011年7月、2代目ランスタッド日本法人がフジスタッフに吸収合併され解散（フジスタッフが3代目ランスタッド日本法人になった）。これに伴い、フェアプレース・コンサルティング・ジャパン株式会社時代から続いたヴェディオール・キャリアの法人格が消滅。